# Tomorrow's Blues
Tomorrow's Blues è un album musicale della band rock/blues inglese Colosseum pubblicato nel 2003 dalla Temple Music, dalla EMI e dalla Sandy Lane Music.

## Il disco
L'album abbina sonorità jazz, blues e rock, tipiche della band ma con rivisitazioni e influenze moderne. Il disco non presenta molti accenni allo stile musicale del gruppo degli anni sessanta e settanta, più sciolto e leggero, ma denota l'evoluzione della ritmica e dei generi tipici dei Colosseum.
Registrato nella primavera del 2003 nei Temple Music Studio, Sutton, Surrey, Regno Unito. Prodotto da Jon Hiseman, Clem Clempson e Dave Greenslade.

## Tracce
1. Tomorrow's Blues – 6:38
2. Come Right Back – 4:29
3. In the Heat of the Night – 5:34
4. Hard Time Rising – 6:38
5. Arena in the Sun – 3:22
6. Thief in the Night – 5:44
7. Take the Dark Times With the Sun – 5:09
8. The Net Man – 5:36
9. Leisure Complex Blues – 5:09
10. No Demons – 4:31

## Musicisti
La Band
- Jon Hiseman: Batteria
- Chris Farlowe: Voce
- Dick Heckstall-Smith: Sax tenore, soprano, baritono
- Dave Greenslade: Organo Hammond, tastiere
- Mark Clarke: Basso elettrico, voce (voce principale nella traccia n.9)
- Clem Clempson: Chitarre elettriche, voce

Collaborazioni (tracce 2 e 7)
- Steve Sidwell: Tromba
- Simon Gardner: Tromba
- Chris White: Sax tenore

## Strumentazione
- Batteria: Pearl con piatti Paiste
- Organo: Hammond A-100
- Bassi: Fender Bass Guitar, Thomastik-Infield
- Chitarre: Fender Guitar e Rhodes, Gibson guitars
- Microfoni: AKG